# 顺序输送

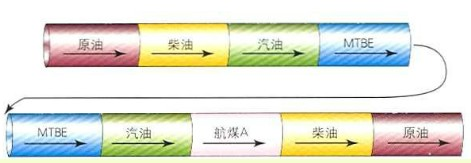
顺序输送图

顺序输送是一种油品的管道输送方式，具体定义为：在一条管道内，按照一定批次和顺序，连续地输送不同种类的油品的输送方法，亦称为“交替输送”或者“混油输送”。

## 应用背景
一般而言，顺序输送工艺多用于石油产品（如：汽油、柴油、航空煤油等）的输送，原因在于贸易市场的油品需求是多样的，若对每一种油品均独立铺设管道，不仅工程投资大，而且输送成本也很高，所以经济适用的方法就是把输送方向一致的多种油品沿同一条较大直径的管道进行顺序输送。对于未经提炼的原油，由于其产地不同而使得技术参数差异也较大，为满足炼油厂对不同品质油品的需求，亦较多采用顺序输送。除此以外，世界上也曾有过将原油和成品油、原油与液化天然气或者成品油与液化天然气进行顺序输送的成功案例。由于顺序输送可以最大限度地利用管道的运能，以此节约成本增加效益，并减低铁路等其他运油方式的运输压力，因而在美国、俄罗斯和中国等国家被广泛应用。中国目前也有部分管道尤其是军用的输油管道使用顺序输送工艺。

## 混油情况

### 产生与处理
在顺序输送的管道中，因不同的两种油品交替输送，所以在两种物料的接触区会发生一定混合效应从而产生混油。混油的理化性质同所需要输送两种油品都不相同。有时候不符合使用或者销售的要求而须被作为废料处理造成混油损失。混油损失量取决于多种因素，主要包括：两种油品本身的性质差异程度、交替输送过程中流体的流动状态（层流或湍流）、输送的次序以及管道本身的长度等。实践资料显示，一般而言在湍流状态下输送，混油量通常占到管道总体积的0.5%—1%。在管道终点，所产生的混油分为混油头、混油尾和混油段3部分。将混油头切入前行油品罐中，将混油尾切入后行油品罐中，混油段用专用油罐储存。然后将混油段的油品区分处理，一般可重新加工、调和或者降级使用。若交替输送的两种油品的性质足够接近则有可能把混油切分为二，分别装入两种储罐中，调和后使用或销售。

### 混油过程
两种油品在管道内交替时，产生混油因素主要有2个：1是管道横截面沿径向流速分布不均匀使后行油品锲入前行油品中；2是管内流体沿管道径向与轴向造成的湍流扩散导致。具体在层流和湍流时又有不同情况：
- 层流流动：层流输送时，管道中心液体的的速度为管道无聊平均流速的2倍，后一种油品（设为：B）会进入前一种油品（设为：A）形成锲型“油头”，在横截面上两种油品分布很不均匀，中心部分B浓度高，周边部分A浓度高。在浓度梯度作用下和分子扩散运动作用下，A、B两种油品分子分别从己方高浓度界面进入彼方高浓度界面，使得临界（原本的锲型油头部分）A、B两种油品的浓度接近均匀对等，因此层流状态下，由于摩擦阻力形成的管道内物料流速不均是混油的主要原因，这种混油量很大，可达到管道总体积的数倍；
- 湍流流动：湍流输送时，湍流的流心中部分流体的局部最大流速随雷诺数的增大而接近于流体的平均流速，一般是平均流速的1.18—1.25倍。由于有激烈的湍流扰动，混油段各截面上的油品浓度相对均匀，不存在明显的“油头”，而在管道的边界，由于流速较慢，雷诺数减小，流态接近层流，流层间的流速不同是造成混油的主要原因。试验显示，随雷诺数（Re）增加，相对混油量（与管道总体积的比值）显著下降，当Re>50000时，相对混油量改变很小。由于湍流状态下（Re＞4000），油品在管道内混油量叫层流下显著减小，因此一般情况下顺序输送都在湍流流态下进行，相关研究也关注湍流流态下的特性和改进方法。[5]

## 减少混油
减少混油有多重方法其中在工艺设计和操作上可以采用以下几种思路优化，如：顺序输送作业应使流体出于湍流流态；其次还可简化泵站流程，减少扰动装置；尽量避免计划内的中途停止作业（若停止输送会造成不必要的更多混油）；确定合理的油品输送次序和循环周期；采用从泵到泵的输送工艺等。此外，还可以采用专门设计用于减少混油的设备，如：机械隔离器和液体隔离塞。

### 机械隔离器
机械隔离器的原理就是跟着界面移动，同时隔开两种不同被输送的物料，避免两种油品之间直接接触，从而实现减少混油的目的。然而这是理想化的，实际过程中，由于油品在运动过程中存在不同的浓度和速度的梯度，即使隔离器随着界面移动，也无法做到完全隔离锲型界面，另外由于隔离器靠压差推动前进，所以压差导致的泄露也会造成混油。从1960年代以后，世界各地大量采用橡胶隔离球来减少混油，隔离球是一个厚壁中空的橡胶球体，壁厚为30—50mm，外径比内经大1%—3%，充压后大约大3%—5%，材料多选用丁腈橡胶、聚氨酯橡胶或者氯丁橡胶等。

### 液体隔离塞
液体隔离塞是在两种油品之间注入缓冲液以减少混油量。可以作为隔离的液体有：与被输送的油品性质相近的第三种油品；两种油品的混油；水或者有的凝胶体和其他凝胶。其中使用凝胶隔离塞不仅可用于顺序输送管道油品的隔离，也可用户清除管道内沉积物、管道排空和管道壁的干燥等。相比于机械隔离器，凝胶由于具有可形变的特点，因此可以很好地解决机械隔离通过变径头、弯头所造成的不便，凝胶还因可以自我聚合，解决了机械装置易在管道内损坏的不足。